# فرودگاه سادو
فرودگاه سادو (به انگلیسی: Sado Airport) یک فرودگاه همگانی است که یک باند فرود آسفالت بتن دارد و طول باند آن ۸۹۰ متر است. این فرودگاه در شهر سادو، نیگاتا کشور ژاپن قرار دارد .